# St. Petri (Büßleben)

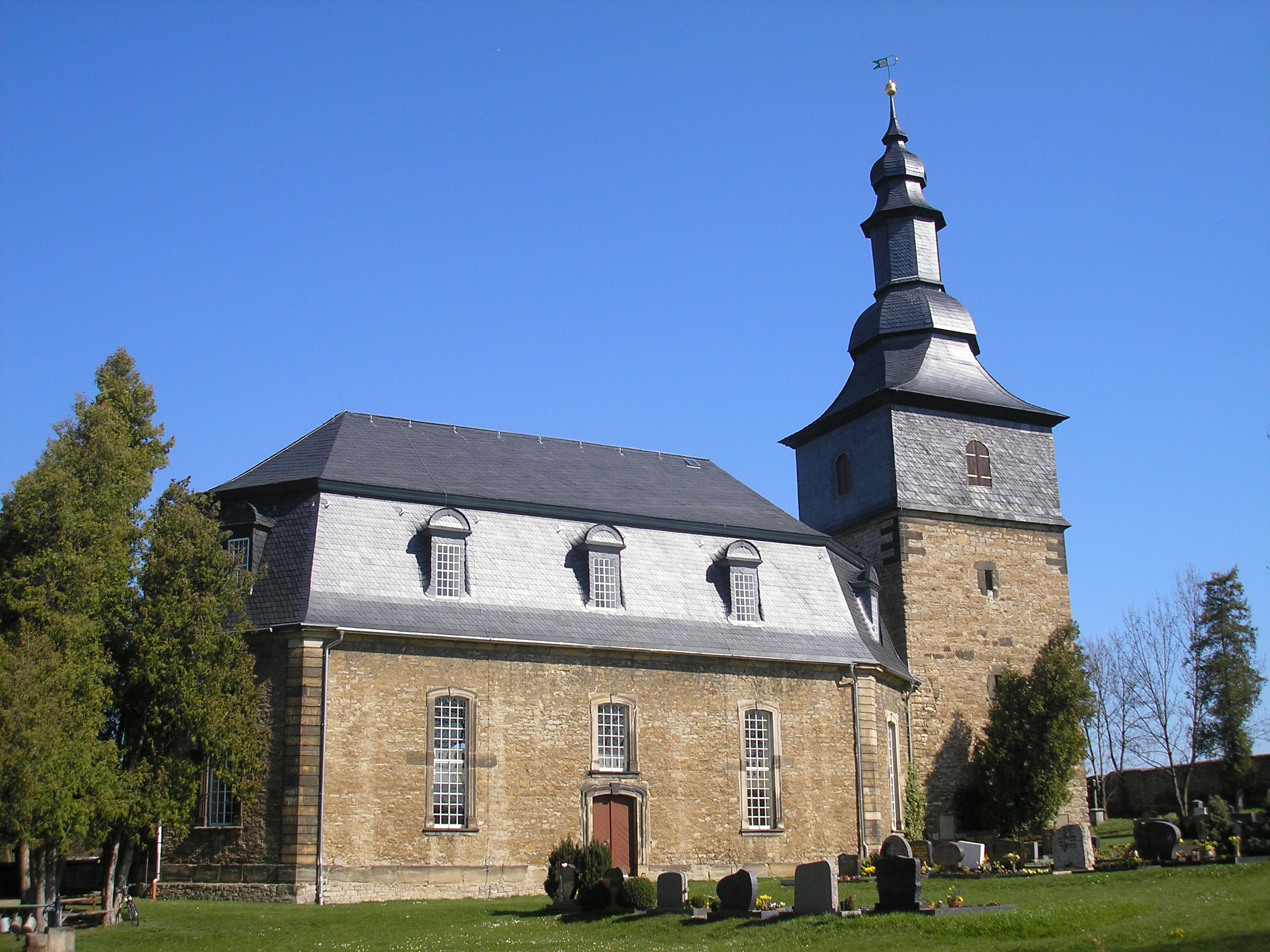
Die Kirche Büßleben

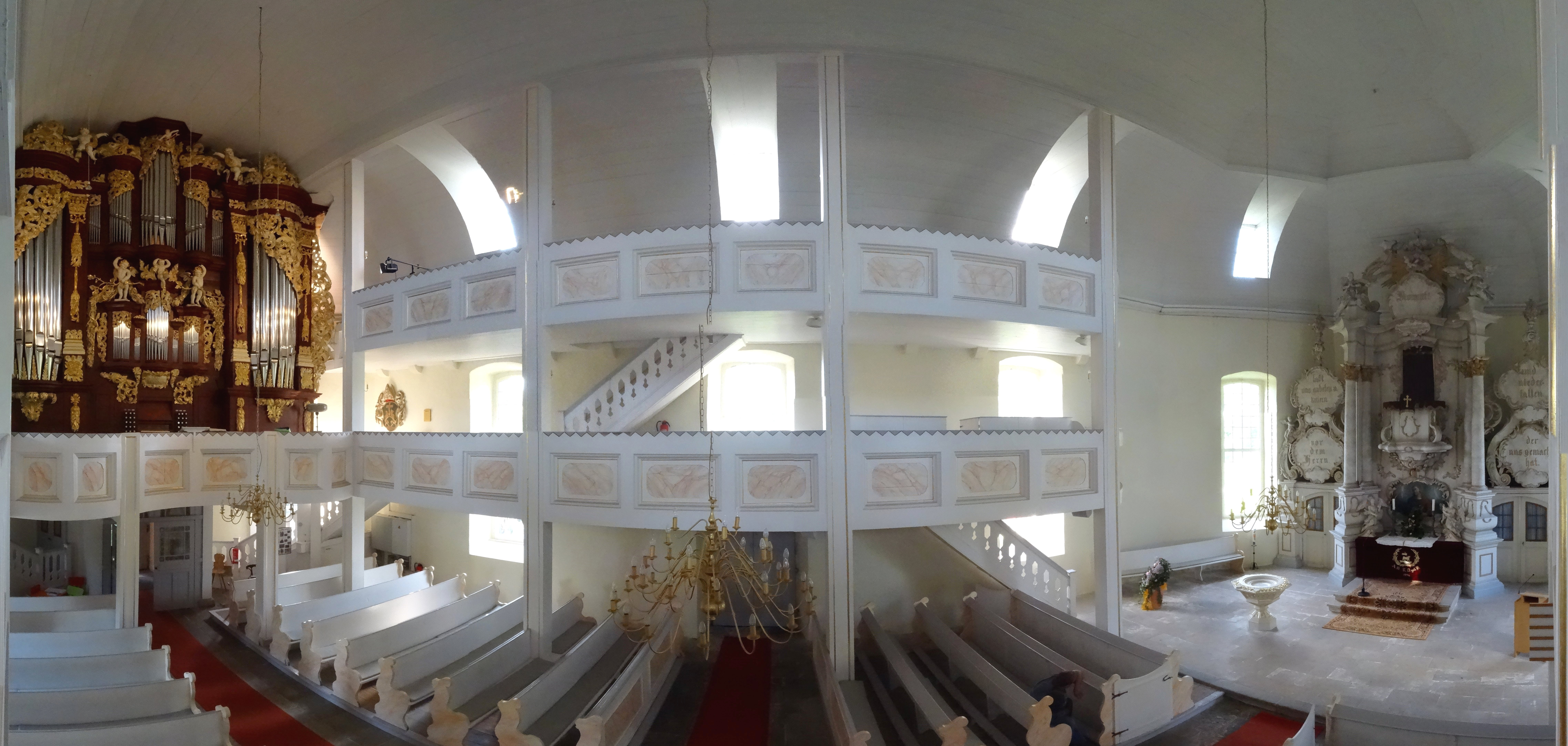
Innenraum-Panorama St. Petri

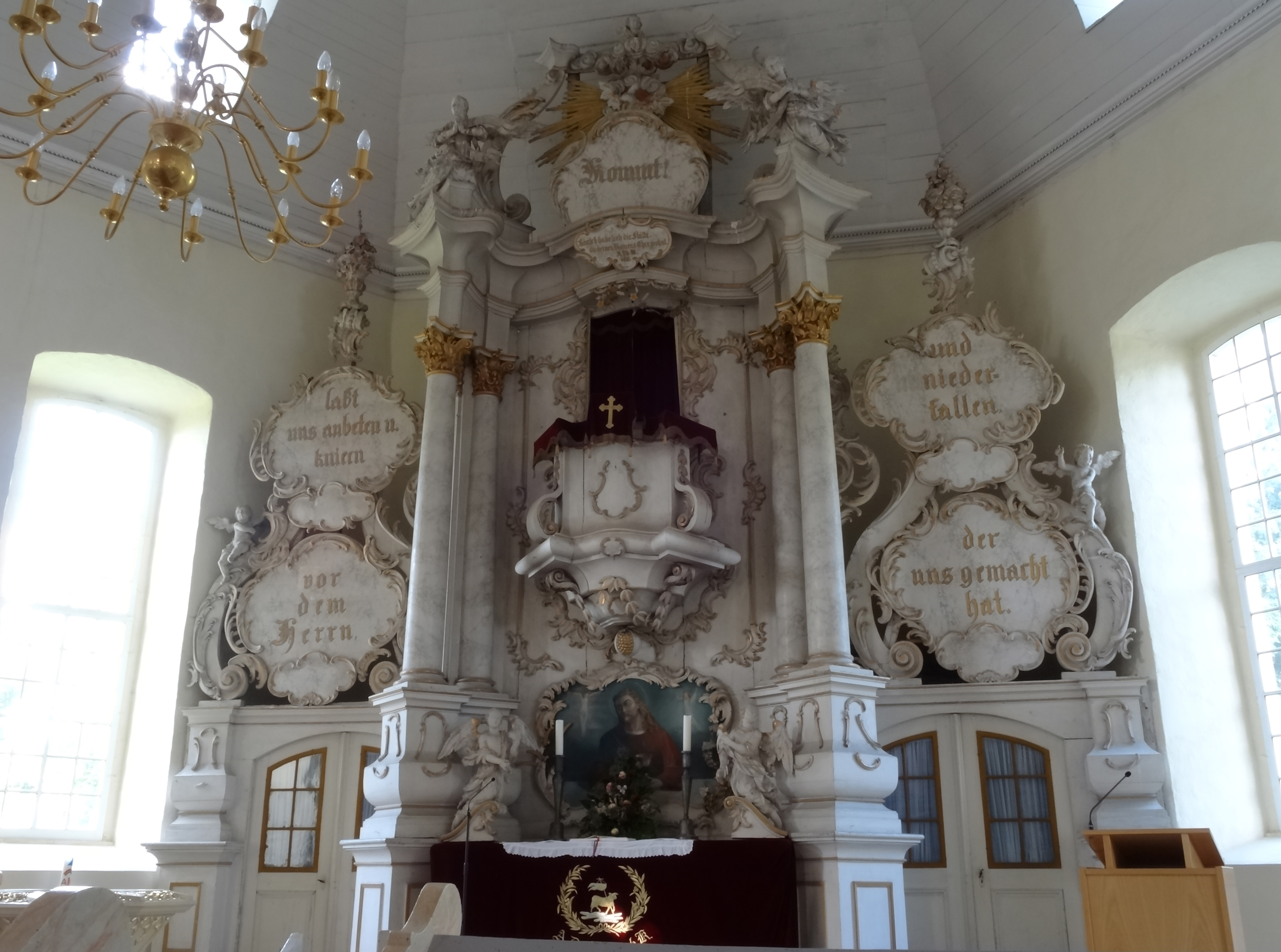
Kanzelaltar um 1770

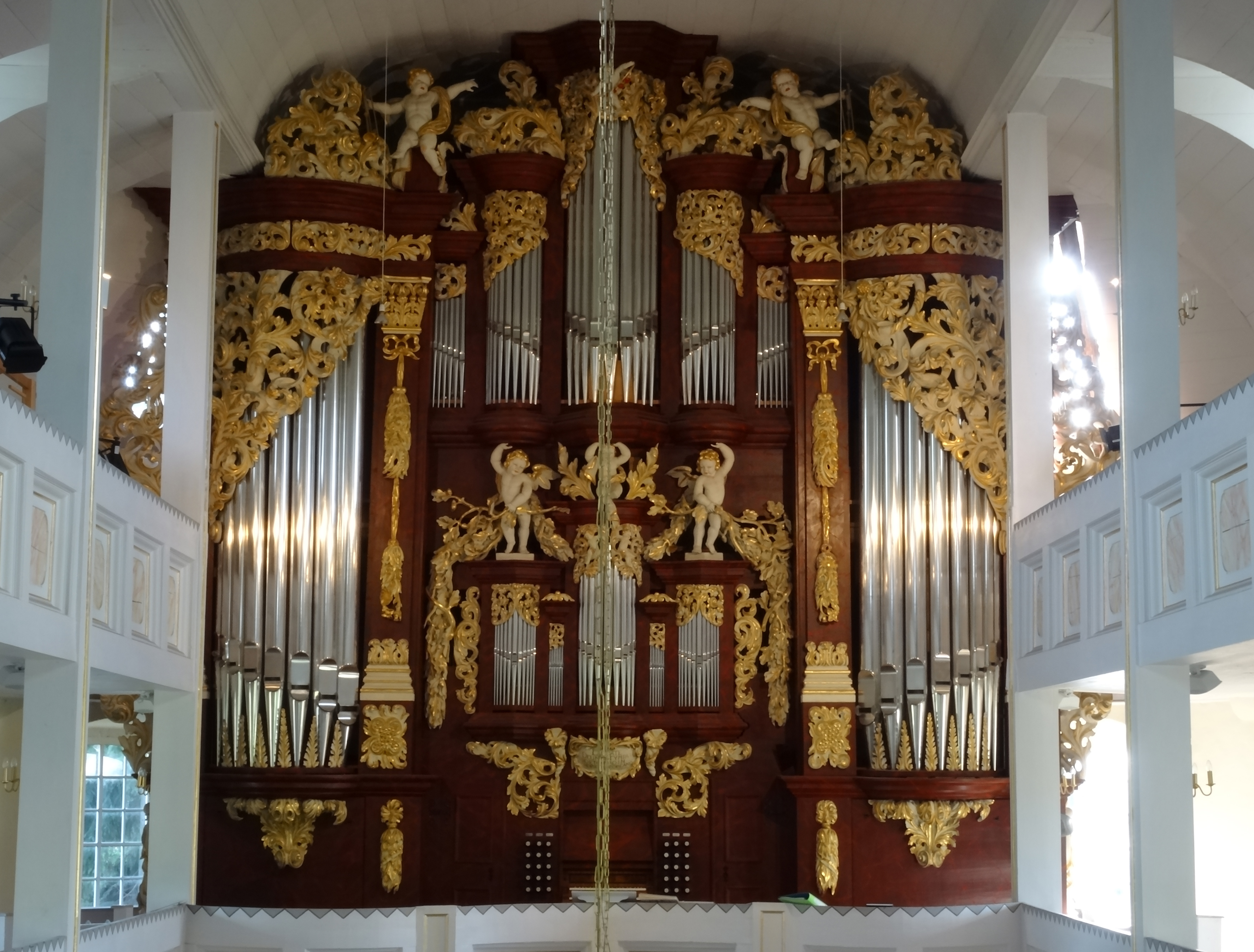
Stertzing-Orgel von 1702

Die Kirche St. Petri Büßleben, Am Peterbach 15, ist eine evangelische Dorfkirche im Erfurter Ortsteil Büßleben. Sie steht unter Denkmalschutz.

## Gebäude und Geschichte
Die Geschichte der Kirche reicht in das späte Mittelalter. Aus dieser Zeit stammt der erhaltene mächtige Turm im Osten der Kirche.
Das Kirchengebäude ist ein oktogonaler Zentralbau aus dem Jahr 1774. Die Kirche besitzt ein mächtiges Mansardwalmdach mit rustizierter Eckquaderung. Im Westen findet sich ein Portal mit tympanonartigem Aufsatz. Der mächtige Turm im Osten der Kirche ist ein Rest des spätmittelalterlichen Vorgängerbaus.
Im Innenraum hat sich eine einheitliche spätbarocke Ausstattung erhalten. Dazu zählen eine zweigeschossige Empore sowie ein um 1770  entstandener Kanzelaltar mit hoher Säulenstellung und aufwendigem Rocailleschmuck.
Im Sommer 2010 wurde die Kirche in das Programm „Kulturerhalt in Ostdeutschland“ der ZEIT-Stiftung Ebelin und Gerd Bucerius aufgenommen, um das Dach zu erneuern und das Gebäude mit der wertvollen Ausstattung gegen Wasserschäden zu schützen.
Seit 2016 ist die Kirche Spielort des Projektes „Sommerkonzerte in Erfurter Dorfkirchen“ des Kammermusikvereins Erfurt.

## Orgel
Zu den kostbarsten Ausstattungsgegenständen der Kirche zählt die Orgel des Orgelbauers Georg Christoph Stertzing mit ihrem reich verzierten Prospekt.  Das 1702 erbaute Instrument ist die älteste original erhaltene Orgel in der Stadt Erfurt und wurde ursprünglich für das Benediktinerkloster St. Petri auf dem Erfurter Petersberg gebaut. Es steht seit 1811 in der Büßlebener Kirche. Die Gemeinde Büßleben hatte die Orgel, die wie andere Inventarstücke des Klosters von der napoleonischen Besatzungsmacht requiriert wurden, für 900 Taler ersteigert. In der Erfurter Umgebung ist die Stertzing-Orgel die einzige erhaltene Orgel aus der Zeit um 1700 und in ganz Thüringen sogar in ihrer Größe die Älteste. Der Verein Förderkreis Stertzingorgel in Büßleben kümmert sich um den Erhalt und das kirchenmusikalische Leben im Ortsteil. Dadurch konnte in den Jahren 1998 und 2002  bis 2005 die Orgel von Alexander Schuke Potsdam Orgelbau restauriert werden.
Die Orgel hat 28 Register auf zwei Manualen und Pedal. Die Disposition lautet:
| I Oberwerk CD–c3 |     |
| Quintaden        | 16′ |
| Principal        | 8′  |
| Rohrflöth        | 8′  |
| Quinta           | 6′  |
| Octav            | 4′  |
| Octav            | 2′  |
| Rauschpfeif II   |     |
| Sesqaltera II    |     |
| Mixtur VI        | 2′  |
| Cimbel III       |     |
| Trombetta        | 8′  |

| II Brustwerk CD–c3 |        |
| Gedackt            | 8′     |
| Quintaden          | 8′     |
| Traversa           | 8′     |
| Principal          | 4′     |
| Nachthorn          | 4′     |
| Octave             | 2′     |
| Waldflöth          | 2′     |
| Quinta             | 1 3⁄5′ |
| Mixtur III         |        |
| Vox humana         | 8′     |

| Pedal CD–e1 |     |
| Principal   | 16′ |
| Sub Bass    | 16′ |
| Violon      | 16′ |
| Octav       | 8′  |
| Mixtur IV   | 8′  |
| Posaun      | 16′ |
| Cornet      | 2′  |

- Koppeln: Manualkoppel - Schiebekoppel, Copul i Pedal
- Spielhilfen: Calcant.

## Kirchhof
Auf dem Kirchhof von St. Petri befindet sich das Grab des früheren Gemeindepfarrers Roland Weisselberg (1933–2006), der sich am Reformationstag 2006 am Augustinerkloster Erfurt aus Protest gegen die seines Erachtens drohende Islamisierung und die nicht eindeutige Haltung der Kirche dazu selbst verbrannte.